# Lednice
Lednice (en allemand : Eisgrub) est un bourg (mestys) du district de Břeclav, dans la région de Moravie-du-Sud, en Tchéquie. Sa population s'élevait à 2 272 habitants en 2020.
Au sud de la Moravie et aux confins de la Basse-Autriche, Lednice est célèbre pour ses vignobles, son château et le vaste parc domanial de Lednice-Valtice, inscrits sur la liste du patrimoine mondial.

## Géographie
La commune est située sur la rive droite de la Thaya (Dyje) dans le sud de la région historique de Moravie. Lednice se trouve à 8 km au nord-ouest de Břeclav, à 47 km au sud-est de Brno, à 74 km au nord-nord-est de Vienne et à 223 km au sud-est de Prague. Il est à la frontière avec  l'Autriche.
La commune est limitée par Přítluky et Rakvice au nord, par Podivín et Ladná à l'est, par Břeclav et Hlohovec au sud, et par Sedlec et Bulhary à l'ouest. Une allée de plus de sept kilomètres relie les châteaux de Lednice et de Valtice.

## Histoire
La plus ancienne trace écrite d'Izgruobi remonte à 1222 et fait mention d'une forteresse sur la frontière sud du margraviat de Moravie. Au milieu du XIIIe siècle, le domaine devient la propriété de la maison de Liechtenstein qui la possède jusqu'en 1945. Après que l'église du village a été incendiée par les hussite en 1426, sa reconstruction dure des décennies. Au milieu du XVIe siècle, la paroisse a été reprise par les Frères tchèques ; néanmoins, le propriétaire Charles Ier de Liechtenstein se convertit au catholicisme en 1599. Vers la fin du siècle, les habitants se sont vu investir officiellement du droit d'organiser des marchés. 

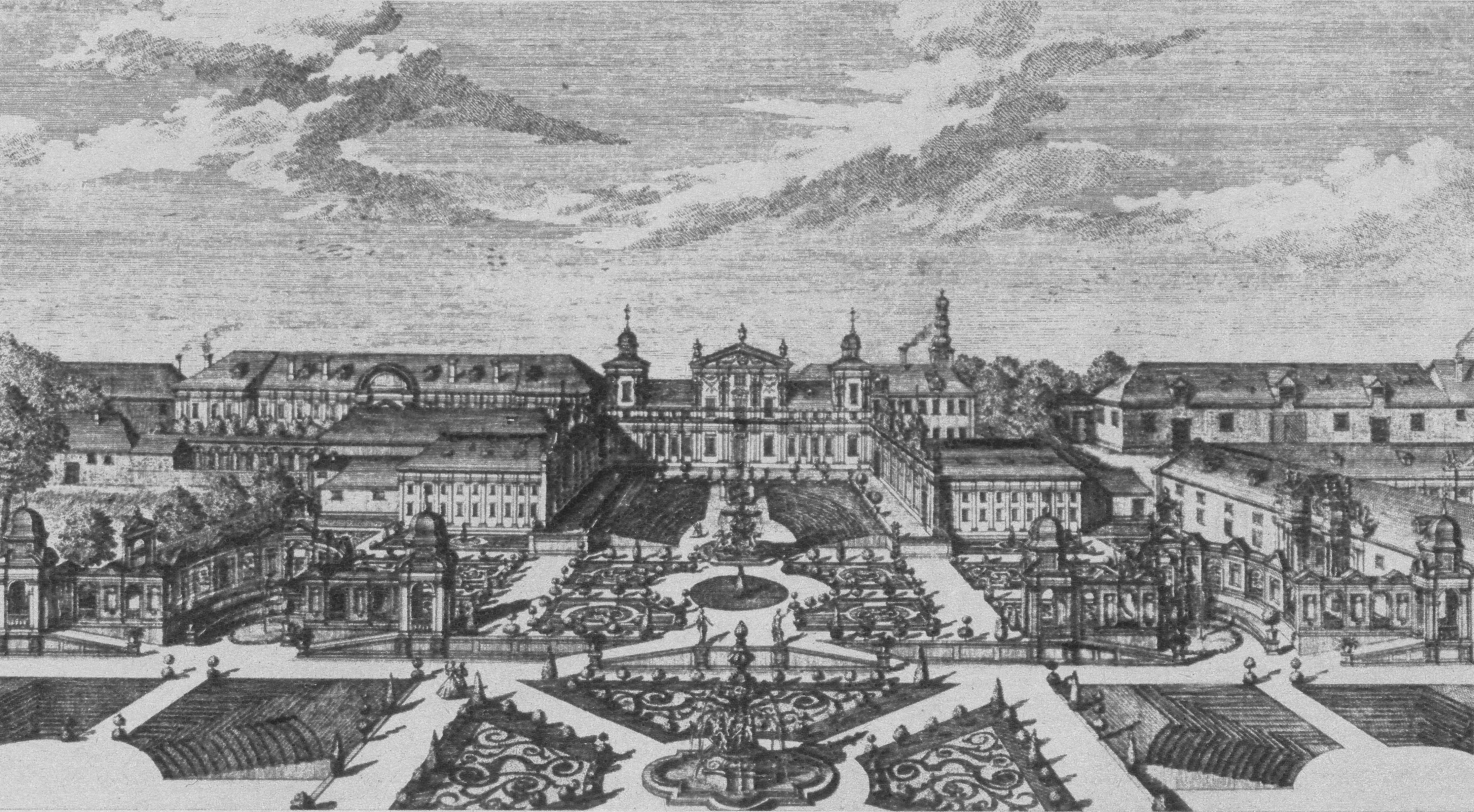
Le château au XVIIIe siècle.

Les princes de Liechtenstein transforment progressivement, notamment à partir du siècle des Lumières, Lednice et le village voisin de Valtice en un complexe de châteaux, jardins, pépinières et arboretum, école d'horticulture, folies et parcs unique en Europe avec une surface de 200 km2 (soit une surface plus importante que la seule principauté montagneuse du Liechtenstein qui restera uniquement dans le patrimoine de la famille).
Le manoir de Lednice a été réaménagé dans le style baroque à partir de 1632, lorsque le prince Charles-Eusèbe de Liechtenstein fit agrandir le parc et créer un grand nombre de puits. Ces travaux ont été interrompus dans le courant de la guerre de Trente Ans, lorsque les troupes suédoises occupent la région. Après la fin de la guerre, le fils de Charles-Eusèbe, Jean-Adam Ier (1662-1712), fit construire le château d'après un projet de Johann Bernhard Fischer von Erlach.
Aloïs Ier de Liechtenstein (1759-1805), régent de la maison princière à la fin du XVIIIe siècle, peut être considéré comme le précurseur de l'aménagement artificiel du domaine princier en un vaste jardin paysager anglais, incluant champs, forêts, vignobles, étangs et cours d’eau. Il songe à y développer l'agronomie, l'horticulture et la sylviculture et fait œuvre sociale en fondant une école versée dans ses spécialités animées par ses jardiniers, maîtres-bergers et paysagistes, ouverte aux enfants de roturiers. Il lance le projet d'un arboretum constitué d'arbres exotiques, notamment d'espèces américaines. Dans un état d'esprit anglo-saxon, il cherche à améliorer l'élevage local de gros et petit bétail, il importe en fraude des moutons mérinos d'Espagne et s'efforce de créer une bergerie modèle.
Son frère militaire, Jean Ier, ne désavoue pas l'œuvre titanesque et forcément inachevée de son frère, mieux il la poursuit. La même remarque vaut pour son petit-neveu Jean II de Liechtenstein, qui inaugure des serres grandioses, mais est également témoin de l'occupation par les troupes prussiennes pendant la guerre de 1866. Le vieux village de Lednice est déplacé pour agrandir le parc jugé trop étroit devant le château, dans un style néo-baroque.
Jusqu'en 1918, la ville fait partie de la monarchie danubienne. Après la Première Guerre mondiale, conformément aux dispositions du traité de Saint-Germain-en-Laye, l'ancien margraviat de Moravie passa à la nouvelle République tchécoslovaque. Le 1er octobre 1938, selon les accords de Munich en ce qui concerne la région des Sudètes, Eisgrub est annexée par l'Allemagne nazie. Après la défaite du Reich allemand, les décrets Beneš contraignent la population germanophone à s'exiler.

## Administration
La commune se compose de deux quartiers :
- Lednice
- Nejdek

## Patrimoine

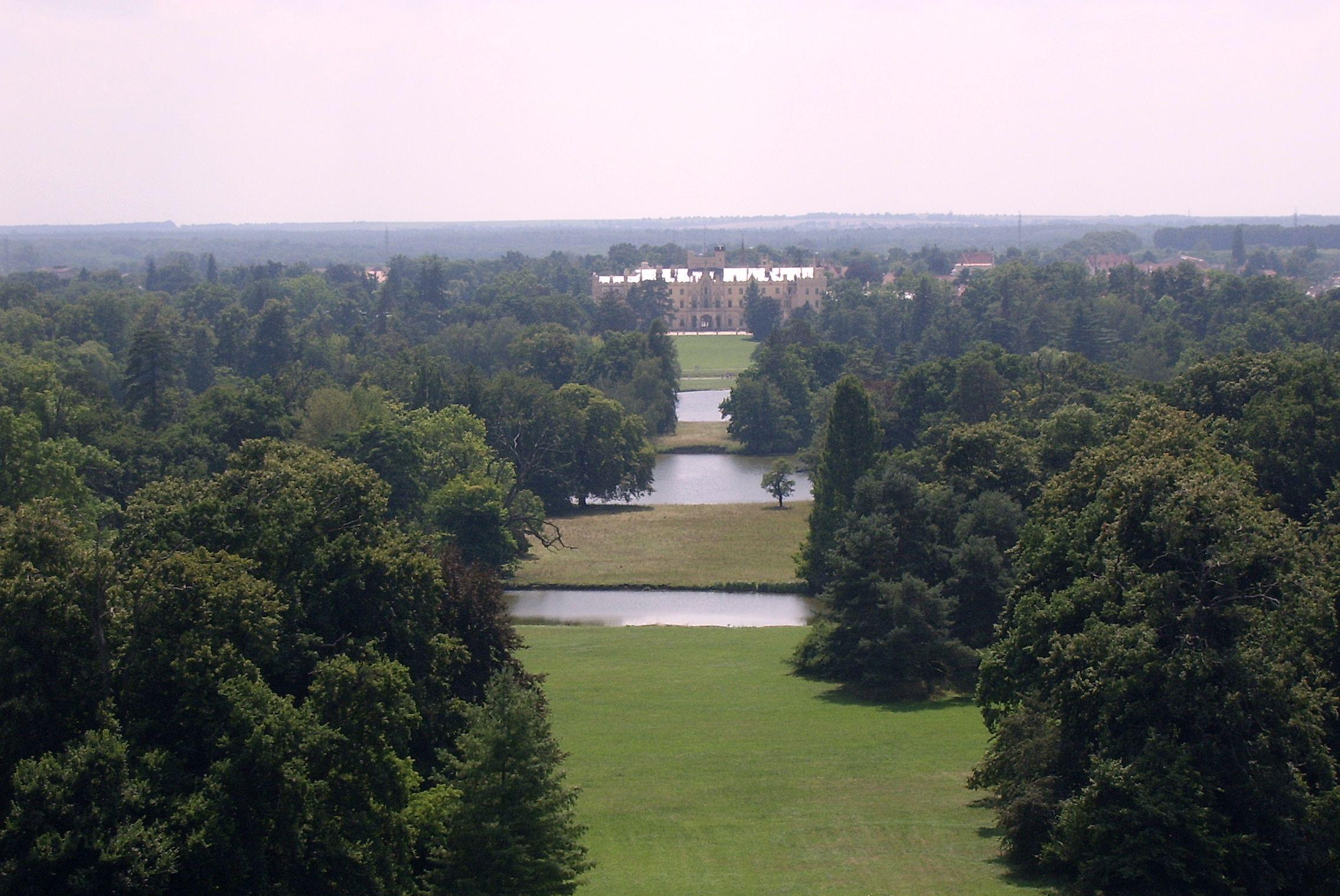
Un grand parc en de multiples étendues.

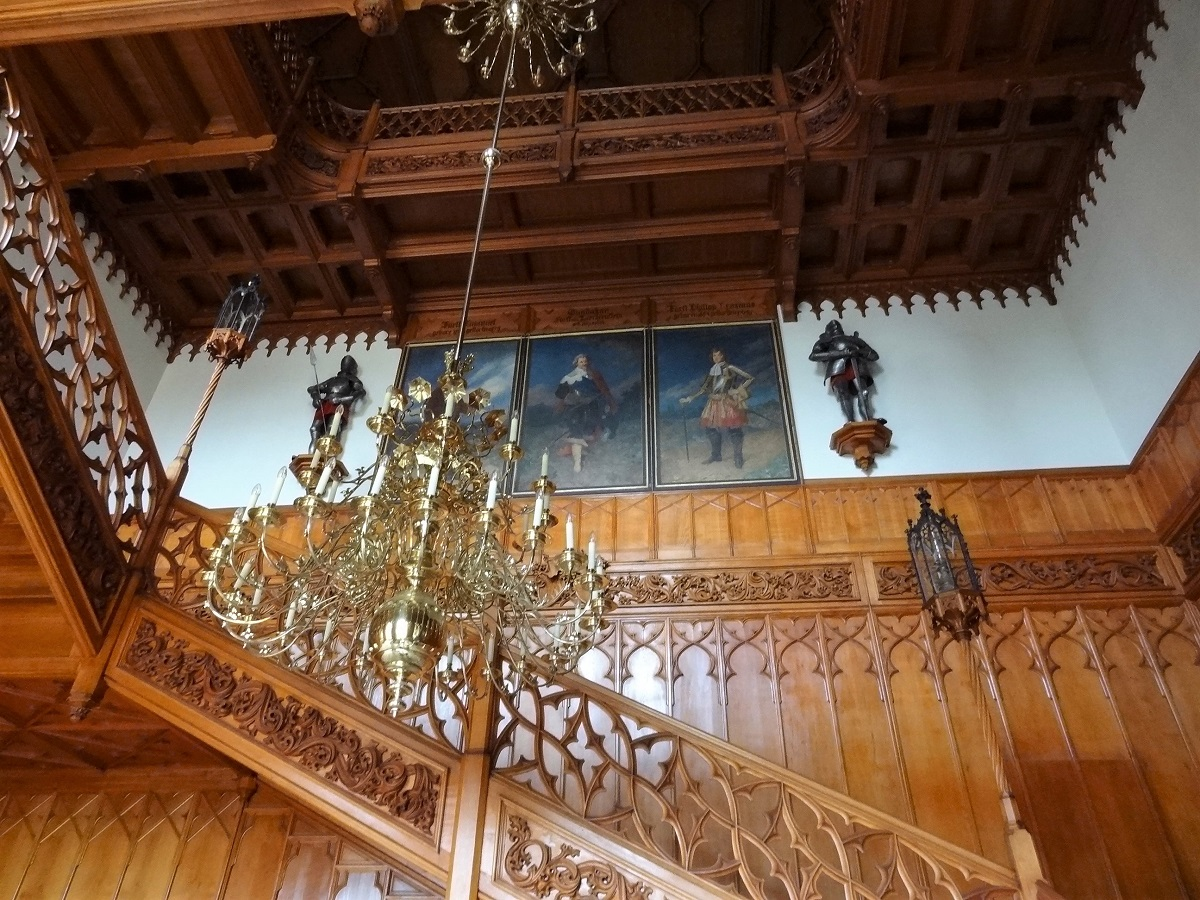
Château de Lednice, intérieur

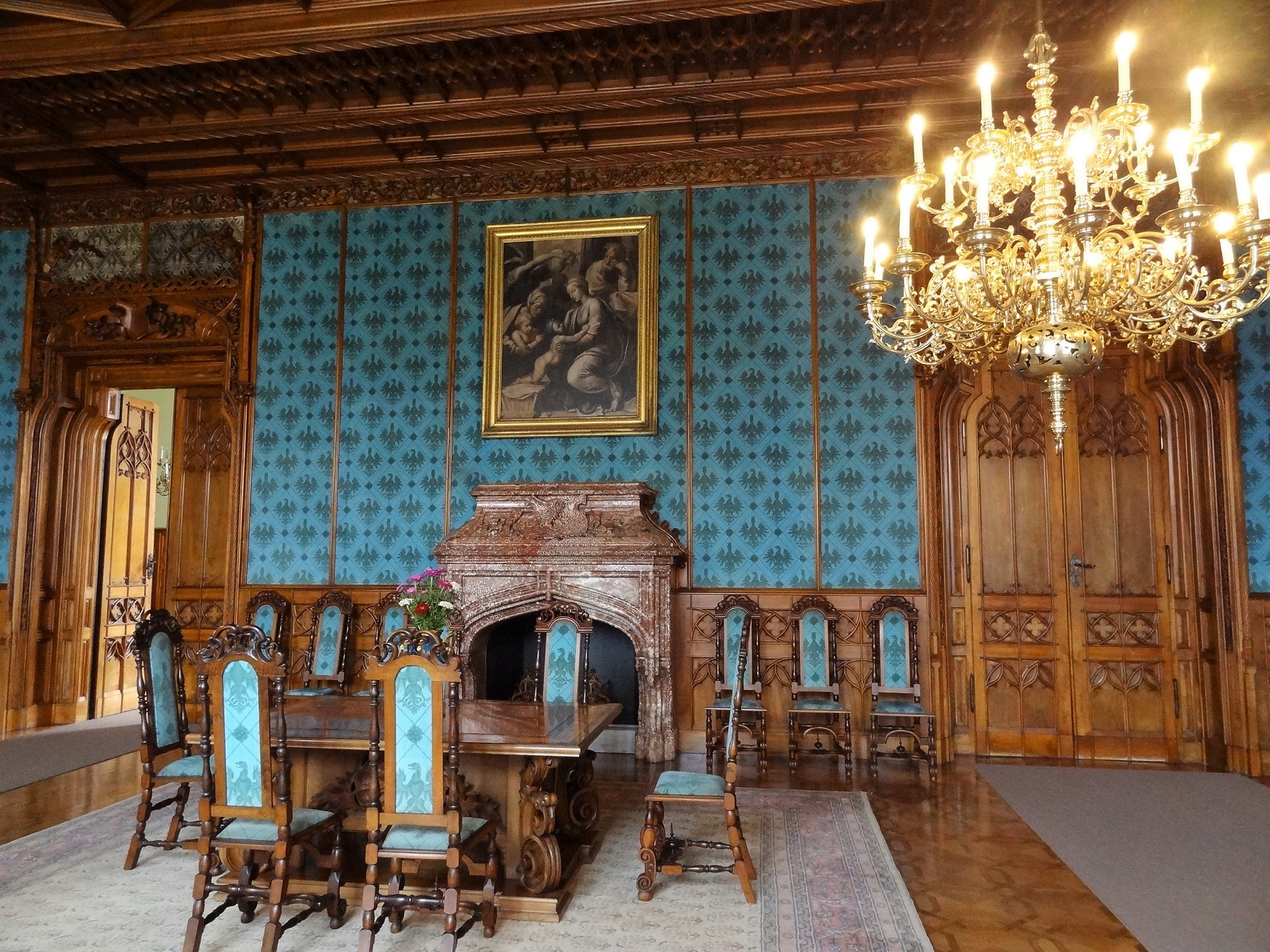
Château de Lednice, intérieur

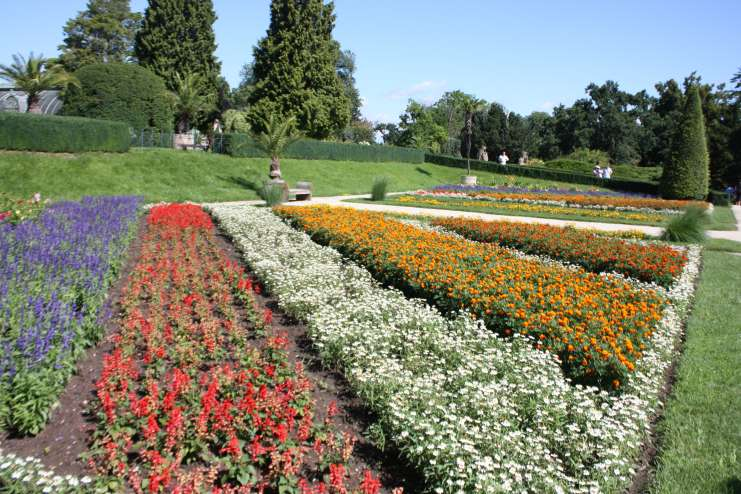
Partie fleurie du parc anglais.

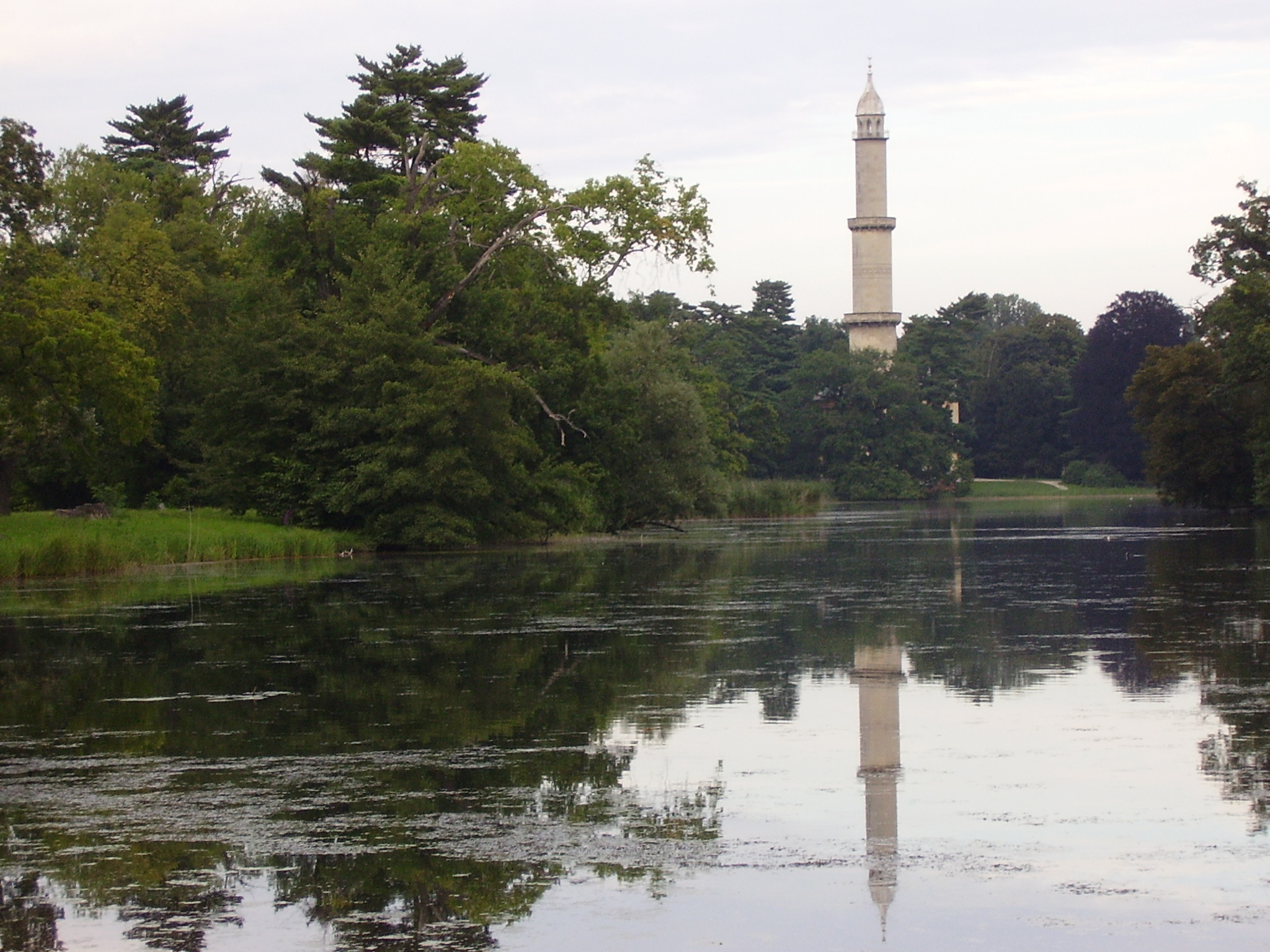
Le minaret turc.

Le domaine de Lednice-Valtice, dans la vallée du même nom, a été nationalisé. Avec ses 280 kilomètres carrés, ce jardin paysager serait le plus grand d’Europe. Il figure depuis 1996 au patrimoine mondial de l’Unesco.

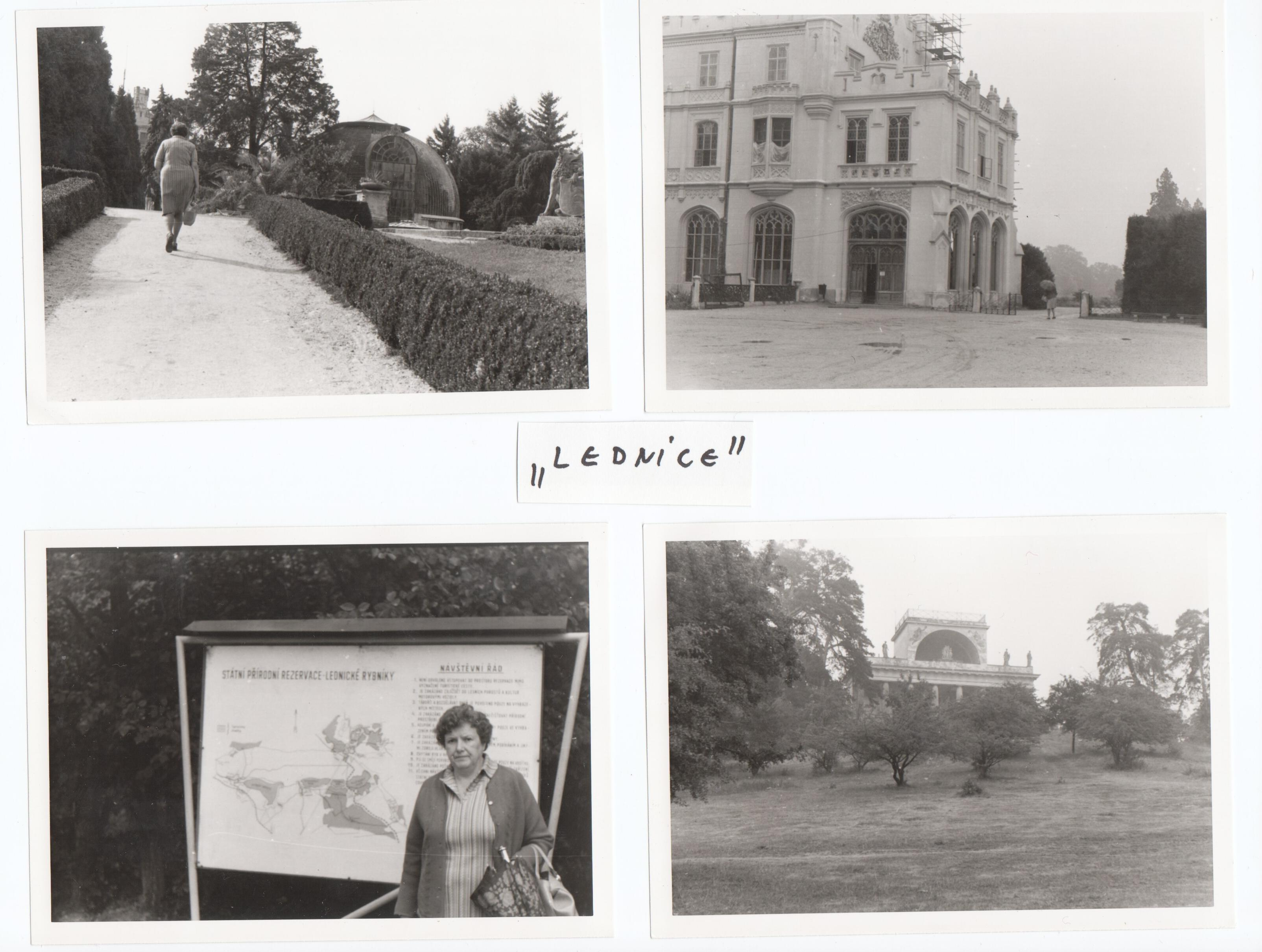
Lednice - 1980

### Château de Lednice
La forteresse gothique initiale est remplacée entre 1544 et 1585 par un palais Renaissance entouré de jardins. Le château est reconstruit au XVIIe siècle dans le goût baroque dont demeurent les écuries dans la partie ouest du complexe palatin, œuvre de Johann Bernhard Fischer von Erlach. Entre 1766 et 1772, le palais est reconstruit dans le goût néo-classique en vogue alors pour être encore remanié en 1815 dans le style Empire et, pour la dernière fois, entre 1846 et 1858 dans un style néo-gothique historicisant sur les plans de J. Wingelmüller et J. Heidrich. Cette dernière reconstruction a gardé les plans existants, se contentant de changer la modénature des façades et la décoration intérieure. Le château intègre l'église paroissiale dédiée à saint Jacques le Majeur.

### Parc de Lednice
Comme le palais attenant, il subit maintes métamorphoses. Jardins Renaissance tout d'abord, parc d'inspiration baroque italienne dans les années 1730 avec terrasses et sculptures décoratives, puis orangerie dans le goût français, avant de passer à la mode anglaise juste avant le XIXe siècle, notamment sur les plans de l'architecte Fanti. La rivière Dyje est alors captée pour alimenter étangs et canaux enjambés par des ponts. La dernière transformation en date a lieu en 1884–1887 quand, sur les plans de l'architecte Michelli, dans le goût néo-baroque français à la mode, le parterre regagne les formes géométriques, les sculptures antiques, fontaines, buis taillés et boulingrins qui auraient pu être là deux siècles auparavant. Le parc fait également fonction d'arboretum avec 200 espèces d'arbres qui y poussent.

#### Minaret
Cette construction romantique, haute de 60 mètres, date de 1797–1802. Elle est construite dans le style mauresque sur les plans de Joseph Hardtmuth, maître d'œuvre autrichien recruté par Aloïs pour ses talents d'architecte et d'aménageurs paysagers. Elle se veut un hommage aux nombreux apports turcs et orientaux musulmans à la civilisation autrichienne, ainsi qu'à l'art des fleurs et des jardins.

#### Château-Jan (Janohrad)
Cette folie est construite en 1807 sur les plans de Joseph Hardtmuth. Typiquement romantique, elle représente un château fort en ruines. Elle abrite une volière et une exposition d'objets à caractère ornithologique et liés à la vénerie.

#### Relais de chasse
Cette construction classique à un étage présente une façade articulée sur trois arcades.

### Filmographie
- Série documentaire allemande sur les jardins paysagers, Au plus près de l'Eden, en particulier le no 2, sur le domaine de Lednice-Valtice réalisé par Eva Jobst pour MDR en 2013, et diffusé par Arte plusieurs fois. Ce documentaire est présenté par l'écrivain allemand Vladimir Kaminer, qui, enjoué et enthousiasme, décrit les lieux lors de ses déplacements et les commente grâce à ses rencontres et entrevues, notamment avec Stephan Körner, historien de l’art, spécialiste des châteaux Liechstenstein, avec le paysagiste tchèque Zdenek Novák formé par l'école paysagère et d'agronomie du lieu, par ailleurs rattachée à l'Université de Brno, avec d'autres personnalités dont l'intendante officielle du domaine ouvert aux touristes.